# 岡田寒泉
岡田 寒泉（おかだ かんせん）は、江戸時代後期の儒学者・江戸幕府旗本。「寛政の三博士」の1人として知られるが、寛政の改革後は幕府代官として治績を挙げている。

## 生涯
西丸書院番で1200石を給されていた岡田善富の次男として江戸に生まれる。兵学を村士淡斎に、闇斎学を淡斎の子である村士玉水に学んだ。
寛政元年（1789年）に柴野栗山に続いて老中・松平定信の登用を請け、小普請から幕府儒官となる。寛政2年（1790年）に寛政異学の禁が出ると、栗山とともに大学頭・林信敬を助けて、昌平黌教授となり、朱子学の振興に努めた。栗山・寒泉に尾藤二洲を加え「寛政の三博士」と称された。
定信が退いた後、寛政6年（1794年）には常陸の代官職に転じる。寒泉が治めた地区は現在のつくばみらい市を始め7郡182ヶ村に及び、風俗の粛正や勤倹貯蓄を奨励した。当時全国の農村で行われていた間引きを禁じ、育児を奨めるために幕府に願い出て産児養育料1000両の支給を受けた。休耕田を耕し開墾に努め、飢饉に備えて米を備蓄させ、厳正に年貢を取り立てることも怠らなかったという。寒泉は生神様として崇められ、文化7年（1810年）には筑波郡谷和原村下小目の小貝川堤防下に村民の手によって生祠が建てられた。
文化9年（1812年）に73歳で代官職を辞し、寄合となる。幕府からの拝領地（揚場町）に戻り、家塾「寒泉精舎」を開き、亡くなる前年まで講義を行い、病を得たために自ら塾を閉じ、建物を壊して更地にしたあとに幕府に返上したという。なお、息子の真澄は父の跡を継がず、国学者として著作を遺している。
大正5年（1916年）、従四位を追贈された。茨城県筑西市の上野公民館横に隣接して「岡田寒泉顕彰碑」が建立されている。

## 著書
- 『幼学指要』